# مرکز پزشکی شنگاویت
مرکز پزشکی شنگاویت (به ارمنی: Շենգավիթ բժշկական կենտրոն) یکی از پیشگامان خصوصی و چندمنظوره درمانی و تشخیصی در ارمنستان می‌باشد که در شهر ایروان واقع شده‌است. این بیمارستان زیر نظر وزارت بهداشت ارمنستان است.